# Engel aus der Kellerwohnung
Engel aus der Kellerwohnung (Originaltitel: Gli angeli del quartiere) ist ein italienisches Filmdrama in Schwarzweiß aus dem Jahr 1952 von Carlo Borghesio. Das Drehbuch verfasste er selbst in Gemeinschaft mit Mario Amendola, Sandro Continenza, Ennio De Concini und Leo Benvenuti. Die Hauptrollen sind mit Enzo Cerusico, Giancarlo Nicotra und Jacques Sernas besetzt. Zum ersten Mal ins Kino kam der Film am 16. Oktober 1952 in Italien. In der Bundesrepublik Deutschland hatte er seine Premiere erst am 9. Juni 1968 im Programm des Zweiten Deutschen Fernsehens (ZDF).

## Handlung
Italien am Anfang der 1950er Jahre. Im verkommenen Keller eines alten Mietshauses leben fünf Kinder, deren Eltern im Zweiten Weltkrieg ums Leben kamen. Eines Nachts entdeckt Virgola, der Jüngste von ihnen, in einem Nebenraum mehrere Kisten, die alle mit 1000-Lire-Scheinen gefüllt sind. Die so mit einem Schlag unendlich reich gewordenen Jungen beschließen zwar, keinem Erwachsenen ihr Geheimnis zu verraten, müssen aber bald erkennen, dass sie ohne einen Erwachsenen, der das Geld verwaltet und für sie einkauft, nicht auskommen können. So nehmen sie Mario, einen Taschendieb, in ihre Mitte auf. Obwohl es Mario ursprünglich nur auf das Geld der Jungen abgesehen hatte und sie bestehlen wollte, verwandelt ihn die aufrichtige Zuneigung und das Vertrauen der Kinder zu einem besseren Menschen. Er gibt sich jetzt alle Mühe, sich von seinen zwielichtigen und verbrecherischen Kumpanen zu lösen, um ein neues Leben zu beginnen. Dann werden er und die Kinder zu heimlichen Wohltätern. Sie helfen und beschenken Arme, Alte und vor allem Kinder der Stadt. Schließlich überlassen sie das ganze Geld den Nonnen eines Krankenhauses. Nachdem sich Mario von seiner Vergangenheit lösen konnte, heiratet er eine Bekannte der Kinder. Alle sind nun glücklich und zufrieden.

## Kritiken
16 Jahre nach der Entstehung des Films fasste der Evangelische Film-Beobachter seine Kritik wie folgt zusammen: „1952 entstandener italienischer Spielfilm, der sicherlich gut gemeint war, dessen rührselige Handlung und altkluge Dialoge heute aber eher peinlich und verlogen als unterhaltsam wirken. Überflüssig.“ Das Lexikon des internationalen Films bemerkt lediglich, es handle sich um einen preisgekrönten spannenden Kinderfilm. Voll des Lobes zeigt sich Moviepilot.de: „Eine minutiöse und realitätsnahe Inszenierung, gepaart mit hinreißendem Spiel der jungen Hauptdarsteller und der unvergleichlichen Filmmusik von Nino Rota […] machen diesen Film zu einem unvergesslichen Erlebnis für Jung und Alt.“